# Herredet
Herredet er et land som optræder i J.R.R. Tolkiens bøger Hobbitten og Ringenes Herre-trilogien. Det beskrives som et idyllisk og landligt sted. Det er her fantasifolket hobbitterne bor.
Herredet er delt op i fire fjerdinger. Herredet blev overdraget af kong Argeleb af Arthedain til brødrene Marco og Blanco i år 1601 i den tredje alder. Herredets tidsregning startede med dette år, da brødrene red over broen over Brændevinsfloden ind i Herredet.
- Wikimedia Commons har flere filer relateret til Herredet

| Fiktion | Spire Denne artikel om en historie eller noget fiktivt er en spire som bør udbygges. Du er velkommen til at hjælpe Wikipedia ved at udvide den. |